# Sud-Express

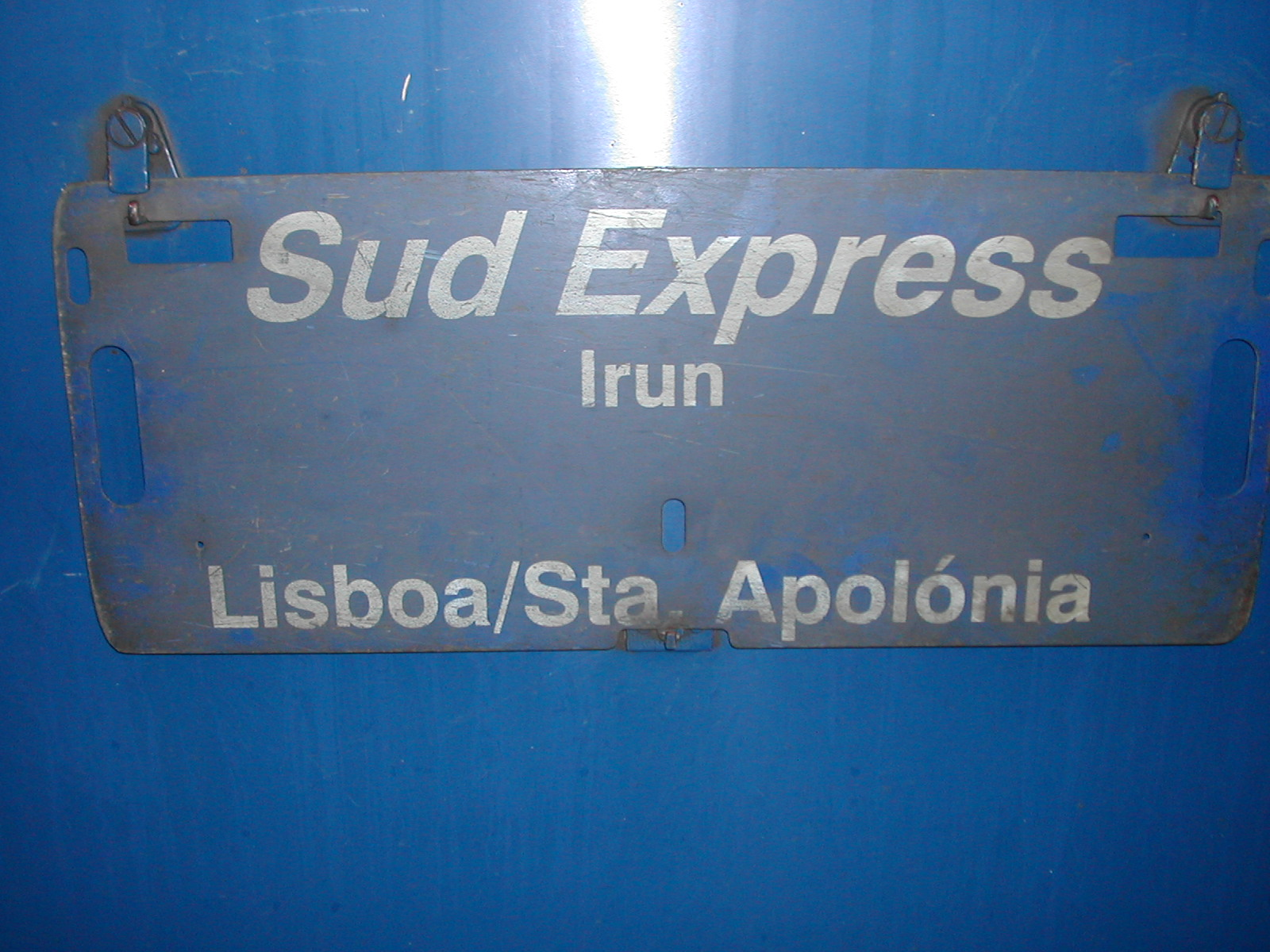
Laufschild des Sud-Express

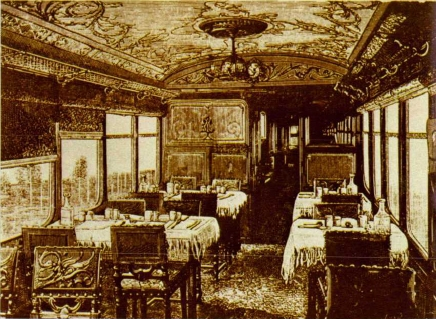
Speisewagen 1887

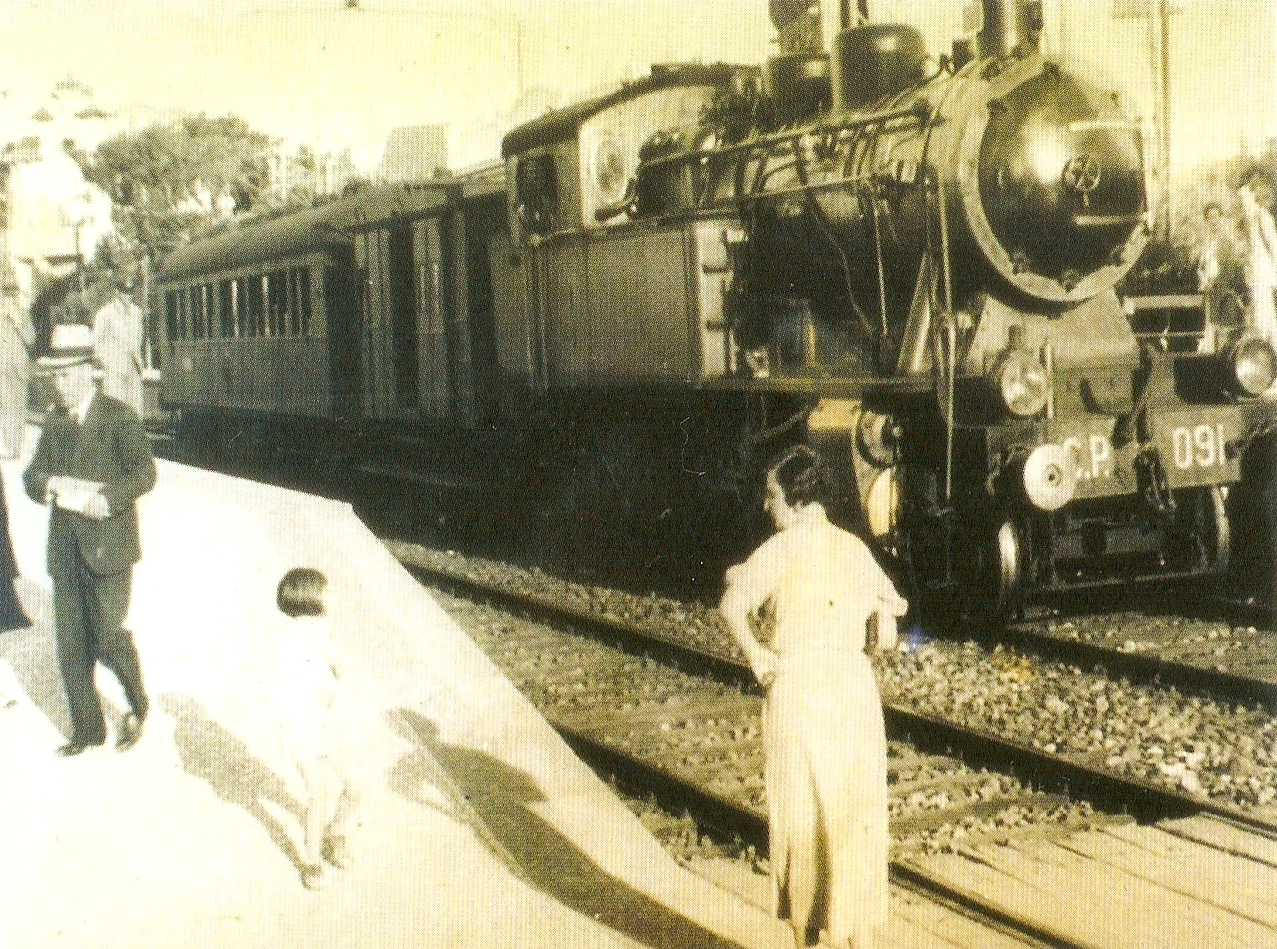
Sud Express im Bahnhof Estoril, 1930er Jahre

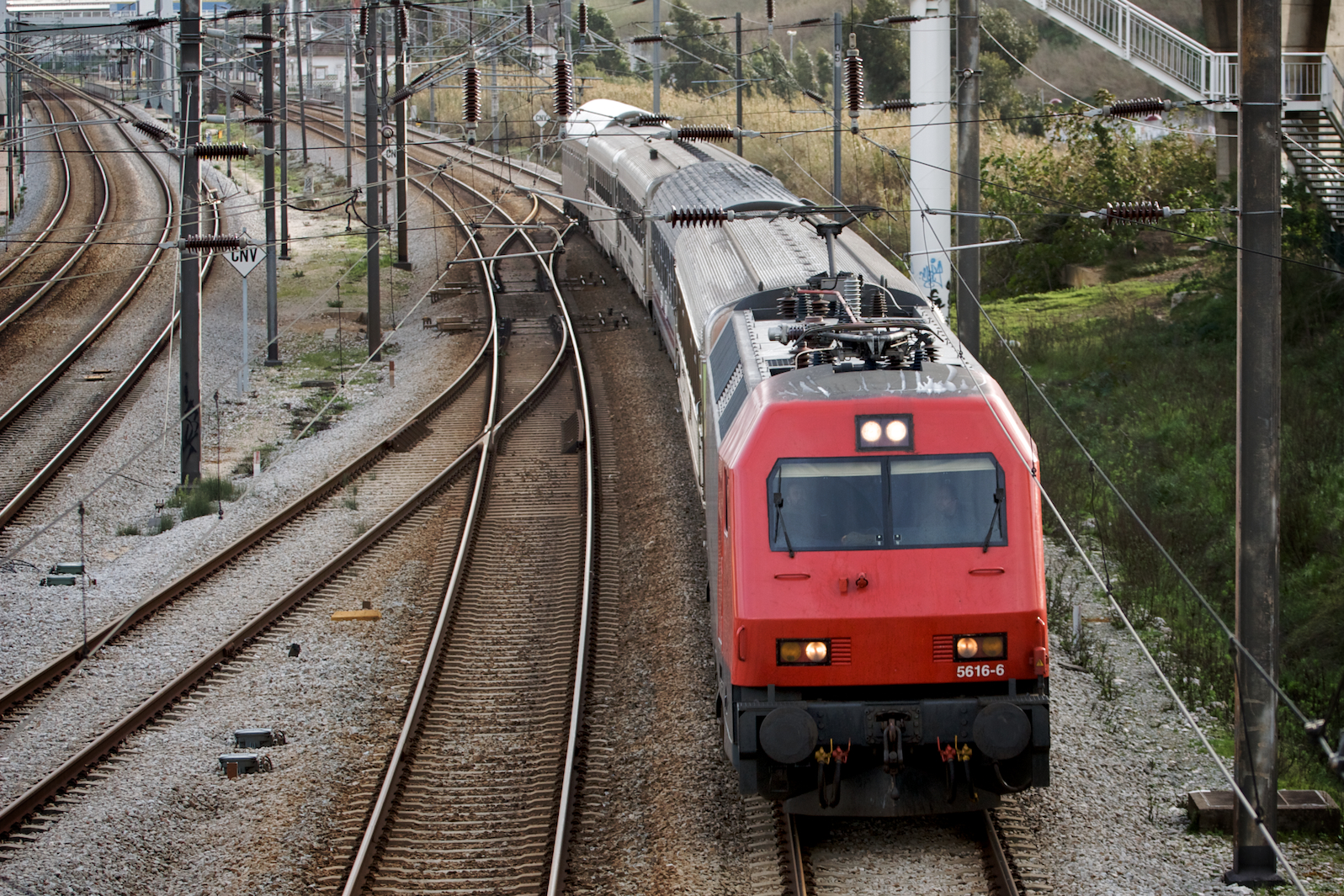
Portugiesische Lok der Baureihe 5600 vor dem Sud-Express bei Bobadela

Der Sud-Express war eine europäische Nachtreisezugverbindung zwischen Frankreich, Spanien und Portugal. Er ging aus dem gleichnamigen Luxuszug hervor.

## Geschichte

### Luxuszug
Der Sud-Express wurde 1884 vom Gründer der CIWL, dem Belgier Georges Nagelmackers, als Teil einer durchgehenden Verbindung Sankt Petersburg-Paris-Lissabon konzipiert und verkehrte ab 1887. Er bediente dabei die Verbindung Paris Gare d’Austerlitz (zeitweise auch vom Gare d’Orsay)–Lissabon Santa Apolónia (anfangs nur bis Madrid). In Lissabon bestand Anschluss an Dampfschiff-Verbindungen nach Südamerika. Ab 1897 gab es zeitweise einen Zugteil, der über Córdoba und Algeciras verkehrte, wo Schiffsanschluss nach Marokko bestand. Die Fortsetzung am anderen Ende dieser transeuropäischen Verbindung bildete zwischen Paris Gare du Nord und St. Petersburg der Nord-Express, nach dem Ersten Weltkrieg nur noch bis Warschau. Ab der Fahrplanperiode 1935/36 gelang es, in Paris einen direkten Anschluss zwischen beiden Zügen herzustellen. Der Sud-Express war eine für damalige Verhältnisse außergewöhnlich schnelle und komfortable Verbindung. Um 1900 galt er (in seinem französischen Abschnitt) als schnellster Zug Europas mit einer Durchschnittsgeschwindigkeit von 91,2 km/h. Ab 1926 fuhr er zwischen Hendaye und Bordeaux elektrisch, 1939 traf das für die gesamte in Frankreich zurückgelegte Strecke zu. Das bedeutete eine durchschnittliche Reisegeschwindigkeit von 101 km/h zwischen Paris und Bordeaux. Zuvor war der Zug, gezogen von Dampflokomotiven der Baureihe PO-Midi 3700/SNCF 231.700, der schnellste Dampfzug Frankreichs.

#### Route
Im Jahre 1888 verlief die Route von Paris Austerlitz über die Bahnstrecke Paris–Bordeaux mit den Zwischenbahnhöfen Orleans-Les Aubrais, Tours-St. Pierre des Corps nach Bordeaux und weiter über die Bahnstrecke Bordeaux–Irun zum Grenzübergang Irun und Hendaye.
In Spanien lief die Strecke über San Sebastian, Burgos und Valladolid nach Madrid.
Vom Bahnhof Madrid Delicias fuhr der Zug durch dünn besiedelte Gegend. Orte an der Strecke sind Talavera und der Grenzort Valencia de Alcántara.
In Portugal folgte er ab Entroncamento der Hauptstrecke über Santarem bis Lissabon.

### Nachtschnellzug
Nach dem Zweiten Weltkrieg wurde die Verbindung als Nachtschnellzug wieder in den Fahrplan aufgenommen. Zeitweise verkehrten durchgehende Liegewagen zwischen Paris und Lissabon sowie Porto. Ab 1953 verkehrte der Zug ohne Halt zwischen Paris und Bordeaux.
Zuletzt war der Sud-Express ein Nachtreisezug zwischen Hendaye und Lissabon, der mit einem Talgo-Schlaf- und Liegewagenzug der portugiesischen Staatsbahn Comboios de Portugal (CP) gefahren wurde. Die ursprünglich durchgehende Verbindung von und nach Paris wurde Mitte der 1990er Jahre an der spanisch-französischen Grenze gebrochen und der französische Abschnitt bei höherer Reisegeschwindigkeit mit einem TGV bedient, der allerdings nicht den Namen „Sud-Express“ führt.
Der Zug, der allein auf CP-Kosten gefahren wurde, fuhr hohe Verluste ein. Deshalb fuhr er seit Oktober 2012 gemeinsam mit dem Lusitânia-Zug zwischen Lissabon und Medina del Campo, wo der Zug getrennt wurde und der „Sud-Express“ dann weiter nach Hendaye fuhr. Um Kosten zu sparen, verkehrte der Zug zudem seit Dezember 2013 ohne Bordrestaurant, allerdings mit Cafeteria. Die Ausgaben für den Sud-Express beliefen sich im Jahr 2014 auf 7,2 Millionen Euro, die Einnahmen auf rund 3,7 Millionen Euro. 2014 nutzten 78.000 Fahrgäste die Zugverbindung, im Vergleich zu 77.000 im Jahr 2011. 2015 nutzten den Zug 76.492 Fahrgäste, 2016 78.844 Fahrgäste, von Januar bis November 2017 76.000 Fahrgäste.
Seit 25. April 2018 startete der Zug in Fahrtrichtung Lissabon bereits im französischen Bahnhof Hendaye, um wieder einen direkten Anschluss an den TGV aus Paris herzustellen.

### Betriebseinstellung
Infolge der COVID-19-Pandemie wurde die Zugverbindung ab 17. März 2020 eingestellt. Zum Zeitpunkt der Betriebseinstellung mietete die CP die Wagen für den Zug vom Hersteller Talgo und machte mit dem Betrieb des Nachtzuges jährlich drei Millionen Euro Verlust. Die CP prüfte die Rückkehr des Sud Express. Die spanische Seite zeigte aber kein Interesse.
Eine Wiederaufnahme war ab Juli 2020 geplant. Nach der Grenzöffnung zwischen Portugal und Spanien am 1. Juli 2020 blieb die Zugverbindung aber eingestellt. Der Zug wurde von der RENFE inzwischen endgültig gestrichen.
Längerfristig soll mit der Schnellfahrstrecke Lissabon–Madrid eine Verbindung mit Hochgeschwindigkeitszügen zwischen den beiden Hauptstädten entstehen.

## Zwischenfälle
- Am 2. April 1899 fuhr der Süd-Express aufgrund „unzureichender Signalisation“ auf einen verspäteten Güterzug auf. Ein Mensch starb, drei weitere wurden verletzt.[13]
- Am 18. Dezember 1965 stießen in Villar de los Álamos, Provinz Salamanca, Spanien, der Süd-Express und ein Eilzug zusammen. Mehr als 30 Menschen starben.

- Am 11. September 1985 kam es bei Alcafache auf der Beira Alta-Strecke zu einem Frontalzusammenstoß des Sud-Express mit einem Regionalzug. Mindestens 113 Menschen starben.